# 베이하이베이역
베이하이베이역(중국어: 北海北站)은 중국 베이징시 시청구 스차하이 가도 지안먼시 대가(地安门西大街) 베이징 4중둥(四中東) 캠퍼스 앞에 위치한 베이징 지하철 6호선의 지하철 역이다. 베이하이 공원 북측에 있어서 제정된 역명이다. 베이하이베이역은 6호선 1단계 공사와 함께 2012년 12월 30일에 개장되었다.

## 위치
베이하이베이역은 베이하이 공원 북문 서쪽에 위치하고 있으며, 북쪽으로는 시안량 사원과 인접해 있고, 지안먼시 대가(핑안 대가, 동서 방향) 지하에 위치하고 있다.

## 역 구조

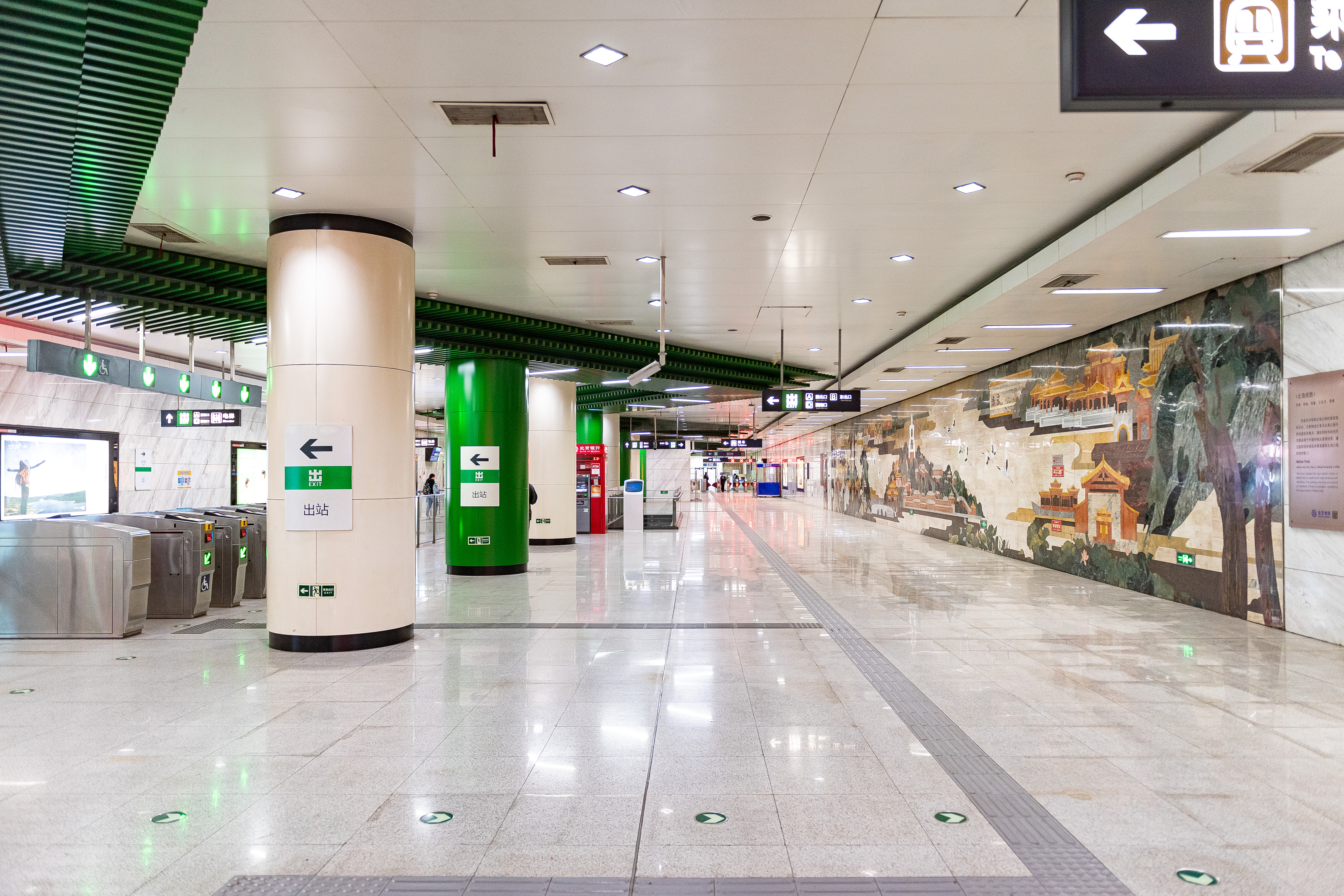
대합실(2021년 3월)

### 층별 구조
베이하이베이 역은 섬식 승강장으로 설계된 지하 2층의 역이다. 지리적 조건과 지상의 역사적 건물 문화재 보호를 이유로 역 본체는 단일 기둥 및 이중 아치 이중 프레임 구조로 주로 암굴 공사를 채택하였다. 지하 1층은 대합실, 지하 2층은 승강장 층으로, 역의 총 길이는 258.5m, 유효 플랫폼 길이는 158m, 플랫폼 너비는 10.8m이다.
승강장에는 현금자동입출금기, 현금자동인출기 등 셀프서비스 시설이 구비되어 있다.
| 지면층          | 출입구                          | A—D출구                                              |
| 지하 1층 대합실 | 대합실                          | 문의/티켓서비스, 자동발매기, 카드충전 셀프서비스시설 |
| 지하 2층 승강장 | ←                               | ■ 6호선 진안차오 방면 (핑안리)                       |
| 지하 2층 승강장 | 섬식 승강장，왼쪽 출입문이 열림 |                                                      |
| 지하 2층 승강장 | →                               | ■ 6호선 루청 방면 (난뤄구샹)                         |

|  |

### 출구
베이하이베이역 역사의 양끝 북쪽 통로는 지안먼시 대가 북쪽의 북서쪽(A), 북동쪽(B) 출입구, 역사 중부 남쪽의 통로는 지안먼시 대가 남쪽의 남서쪽(D) 출입구.남서(D) 출입구에서 베이하이 공원 북문으로 가는 것이 가장 가깝다.
|                         |                                    | |      |                  |
| 출구                    | 지시                               | 목적지 | 사진 | 장애인 편의 시설 |
| 出口 · A                | 지안먼시 대가(地安门西大街) (북측) | 베이하이 호텔(北海宾馆), 치루 호텔(齐鲁饭店), 둥푸쇼리(东福寿里), 시푸쇼리(西福寿里), 싱화후퉁(兴华胡同), 시안량 사원(贤良祠) |      |                  |
| 出口 · B                | 지안먼시 대가(地安门西大街) (북측) | 궈모료구주(郭沫若故居), 룽터우징 가도(龙头井街), 공왕저택(恭王府), 연화시장(荷花市场), 스차하이 스포츠 학교(什刹海体育学校)   |      | 빈칸             |
| 出口 · D                | 지안먼시 대가(地安门西大街) (남측) | 자오창후퉁(教场胡同), 베이징 제4중학교 동교구(东校区), 베이하이 공원 북문                                                     |      | 빈칸             |
| 아이콘 설명: 엘리베이터 |                                    | |      |                  |

## 장식
베이하이베이역은 전통 정원 중 회랑의 겹처마 비연 요소를 역 천장 장식 방안에 적용하여, 중국 고대 건축을 본뜬 녹색 유리 겹처마 비연 장식을 채택하여 베이하이의 황실 정원의 인상을 구현했다.
- 역사 천장의 녹유리 색조 겹처마 비연 장식
- 역사 홀 바닥 및 '베이하이 레인지 로버' 벽화(동쪽에서 서쪽으로 바라본 모습)
- 역사 홀 바닥 및 "North Sea Range Rover" 벽화(서쪽에서 동쪽으로 바라본 모습)
- 승강장 벽화 "복도 아래 충화"